# Tele2 Arena

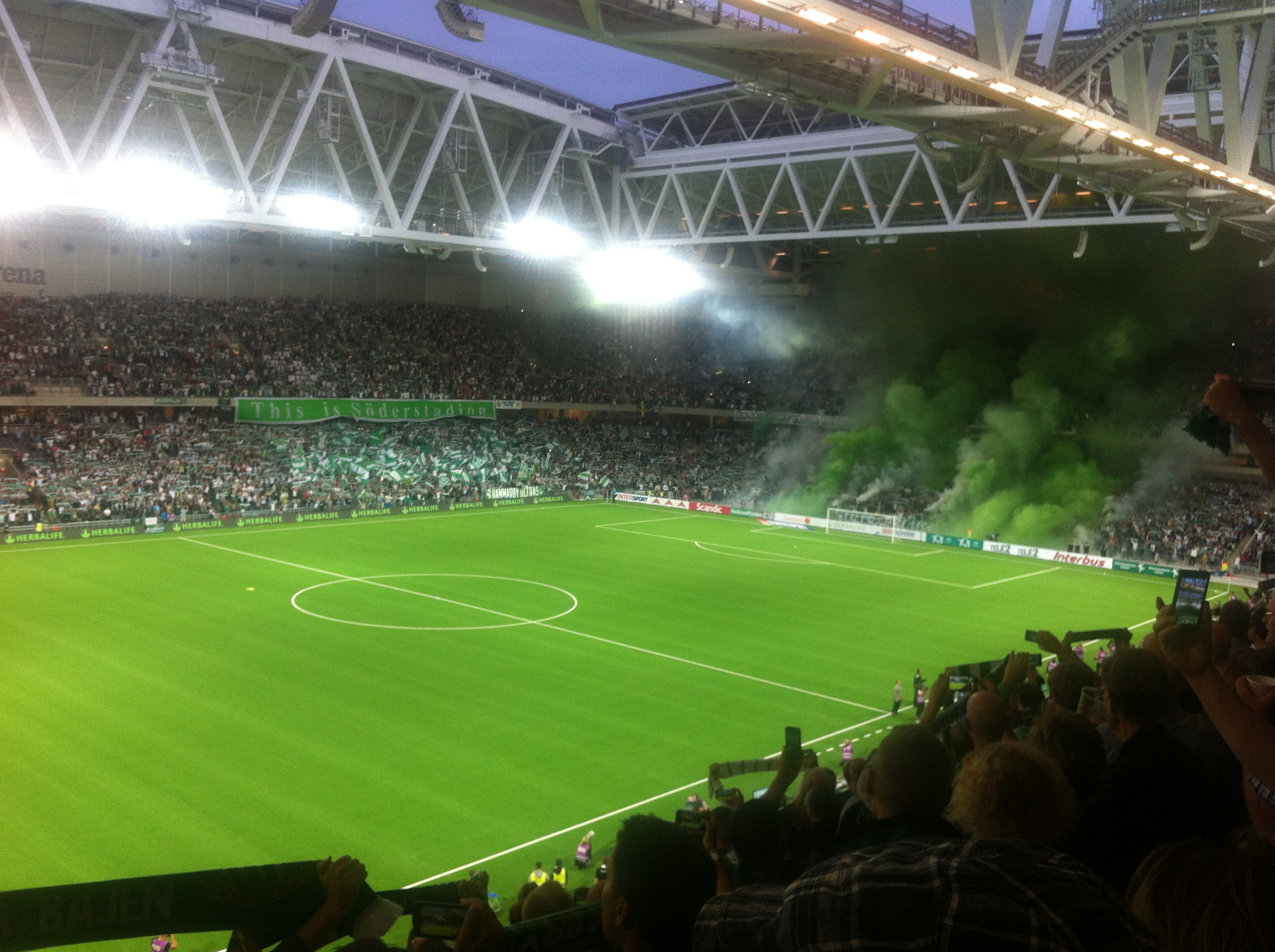
Interior del recinto deportivo, en un partido del club Hammarby IF.

El Tele2 Arena (también llamado Stockholmsarenan) es un estadio multiusos con techo retráctil ubicado en la ciudad de Estocolmo, Suecia. Es utilizado preferentemente para la práctica del fútbol y eventos artísticos y tiene una capacidad de 33 000 espectadores para partidos de fútbol. Sirve como sede para los clubes Djurgårdens IF y Hammarby IF, que actualmente juegan en la primera división sueca Allsvenskan.

## Historia
Con una capacidad máxima de hasta 45 000 espectadores y un techo retráctil, el estadio puede acoger conciertos, eventos ecuestres, deportes de motor, deportes de hielo, banquetes, exhibiciones, eventos de empresa y juntas de accionistas, en adición al fútbol.
El coste se calculó en 2,7 miles de millones de coronas suecas, incluyendo la apropiación de la tierra y el aparcamiento bajo el estadio. El coste fue compensado con la venta de los derechos de edificación y la renta del operador que gestiona el estadio. El financiamiento fue cubierto en mayor parte con la venta de tierra, principalmente el terreno donde se sitúa el Söderstadion, y derechos de construcción asociados para premisas comerciales. El propietario del estadio es la Ciudad de Estocolmo a través de la subsidiaria SGA Fastigheter AB.
El estadio debía acoger el partido inaugural del Campeonato Mundial de Hockey sobre Hielo Masculino de 2013, pero la construcción se retrasó y el estadio no se finalizó hasta julio de 2013, dos meses después del torneo.
El 27 de junio de 2013, solo días antes del primer partido del Hammarby IF's en el nuevo estadio, se halló un explosivo en el exterior del estadio. Jugadores veteranos del club rival Djurgårdens IF iban a disputar un partido de exhibición ese día ante unos 3000 espectadores, pero el partido fue suspendido por la amenaza. El comisionado de cultura de Estocolmo declaró que el ayuntamiento "tiene autoridad sobre quien juega allí, y la autoridad será utilizada si la situación no se pone bajo control".
El primer evento en el estadio fue un partido de fútbol de la división Superettan entre Hammarby IF y Örgryte IS, el 20 de julio de 2013. El partido, que acabó con empate 0–0, tuvo 29.175 espectadores, siendo un nuevo récord de asistencia en la categoría Superettan. Al día siguiente, 27.798 espectadores asistieron al partido inaugural del Djurgårdens IF en el Tele2 Arena, siendo derrotados 1–2 por IFK Norrköping.
El estadio es sede del partido final de la Elitserien de bandy desde 2015.

## Eventos
- 28 de octubre de 2023 - Madonna - The Celebration Tour
- 29 de junio de 2022 - Harry Styles - Love On Tour
- 2, 3 y 4 de mayo de 2019 - Swedish House Mafia
- 17 de junio de 2017 - Céline Dion - Tour Live 2017
- 14 de noviembre - Madonna - Rebel Heart Tour
- 29 de abril de 2016 - ADELE - ADELE LIVE 2016
- 29 y 30 de septiembre de 2016 - Justin Bieber - Purpose World Tour
- 27 de julio de 2013 - Gyllene Tider - Dags att tänka på refrängen-turné